# Erika Vikman
Erika Susanna Vikman, född 20 februari 1993 i Tammerfors i Finland, är en finländsk sångare.

## Biografi
Vikman gick i den finskspråkiga Tammerfors samskolas gymnasium (Tampereen yhteiskoulun lukio) och hon har studerat pop- och jazzsång vid Birkalands musikinstitut. År 2013 tävlade Vikman i den finländska talangtävlingen Idol. Hon kröntes 2016 till tangodrottning i Seinäjoki.
År 2015 släpptes Vikmans debutsingel. År 2017 släpptes hennes singelskiva "Ettei mee elämä hukkaan" av ett stort skivbolag för första gången. År 2020 deltog Vikman i Tävlingen för ny musik som ordnas årligen av Rundradion. Vikmans sång "Cicciolina" fick andra platsen i tävlingens final. Hon vann telefonröstningen men i de internationella jurygruppers röstning kom hon på tredje plats. Senare samma år var Vikman med i tävlingsprogrammet Masked Singer Suomi. Vikmans självbetitlade debutalbum släpptes 20 augusti 2021.
År 2025 deltog Vikman igen i Tävlingen för ny musik med låten "Ich komme". Den mångtydiga låten handlar om njutning och extas. Vikman vann hela tävlingen med 430 poäng och blev därmed vald till Finlands representant i Eurovision Song Contest 2025. I Eurovision slutade bidraget på en elfte plats i finalen i Basel i Schweiz.

### Privatliv
Erika Vikman hade 2016–2020 en relation med den finske sångaren Danny och de bodde tillsammans i Kyrkslätt från 2018. Vikmans yngre syster Jennika Vikman har också varit med i Idols Finland år 2018. Från 2021 bor Vikman i Helsingfors. Hon kom ut som bisexuell år 2020.

## Diskografi

### Album
| Namn         | Information                                                                                             |
| ------------ | --- |
| Erika Vikman | - Släpptes: 20 augusti 2021 - Format: CD / digital - Skivbolag: Warner Music Finland & Mökkitie Records |

### Singlar
| Namn                                               | År   | Album        |
| -------------------------------------------------- | ---- | ------------ |
| ”Etkö uskalla mua rakastaa”                        | 2015 |              |
| ”Ettei mee elämä hukkaan”                          | 2017 |              |
| ”Säännöt”                                          | 2017 |              |
| ”Jos osaisin sanoa ei”                             | 2017 |              |
| ”Cicciolina”                                       | 2020 | Erika Vikman |
| ”Syntisten pöytä”                                  | 2020 | Erika Vikman |
| ”Häpeä”                                            | 2021 | Erika Vikman |
| ”Tääl on niin kuuma”(Erika Vikman & Arttu Wiskari) | 2021 | Erika Vikman |
| ”Huonoja ideoita”(Antti Tuisku & Erika Vikman)     | 2021 |              |
| "Kateus"                                           | 2022 |              |
| "Elizabeth Taylor"                                 | 2023 |              |
| "Ruoska" (Käärijä & Erika Vikman)                  | 2024 |              |
| ”Aivan sama” (Janna, Erika Vikman, F)              | 2024 |              |
| "Myynnissä"                                        | 2024 | Erikavision  |
| "Ich komme"                                        | 2025 | Erikavision  |